# Zdeněk Růžička
Pour les articles homonymes, voir Růžička.
Zdeněk Růžička (né le 15 avril 1925 à Ivančice et mort le 18 avril 2021 à Brno) est un gymnaste artistique tchécoslovaque.

## Biographie
Zdeněk Růžička remporte aux Jeux olympiques d'été de 1948 à Londres deux médailles de bronze, en finale du sol et en finale des anneaux. Il participe aussi aux Jeux olympiques d'été de 1952 à Helsinki et aux Jeux olympiques d'été de 1956 à Melbourne, où il est le porte-drapeau de la délégation tchécoslovaque, sans obtenir de médaille. 
Il est marié à la gymnaste Matylda Matoušková-Šínová.

## Palmarès olympique
- Londres 1948
  -  médaille de bronze au sol.
  -  médaille de bronze aux anneaux.